# Corydalis pseudofargesii
Corydalis pseudofargesii är en vallmoväxtart som beskrevs av H. Chuang. Corydalis pseudofargesii ingår i släktet nunneörter, och familjen vallmoväxter. Inga underarter finns listade i Catalogue of Life.